# Relief Danxia

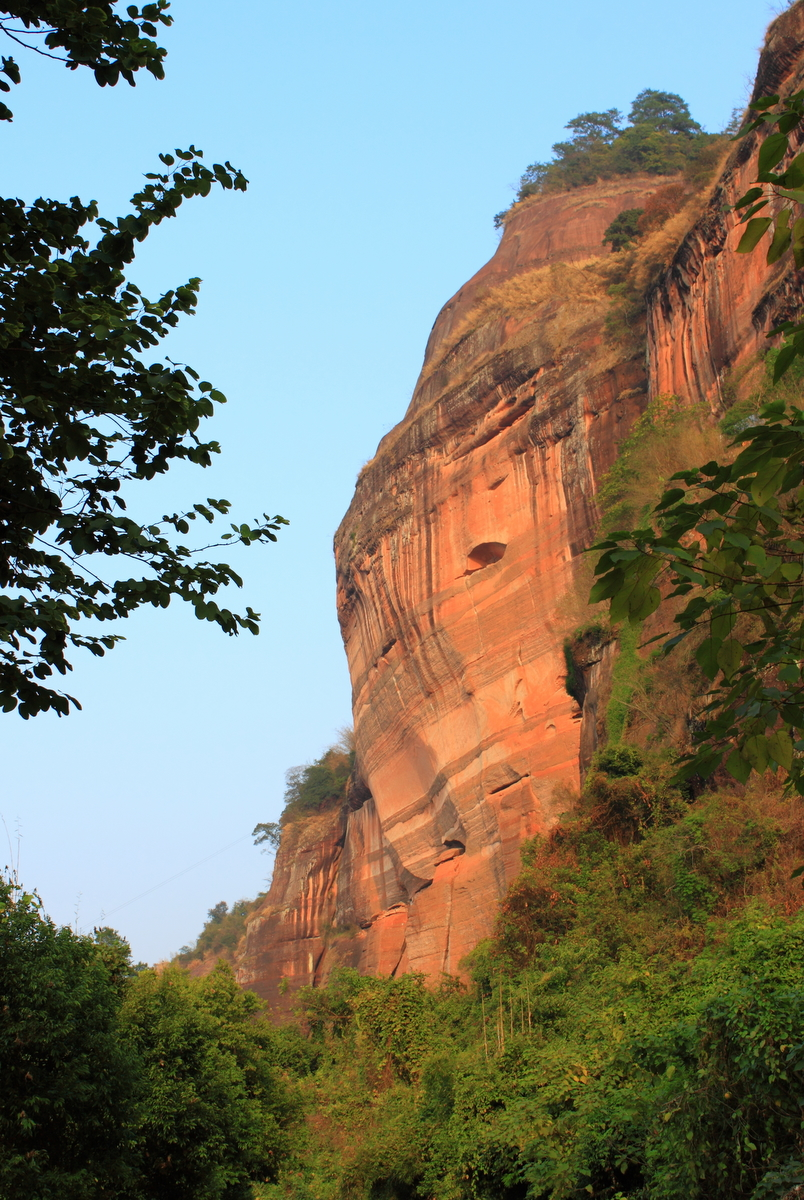
Un exemple de relief Danxia dans les monts Danxia.

Le relief Danxia est le nom donné par les géomorphologues chinois aux paysages de falaises abruptes constituées de roches stratifiées rouges. Ce nom provient des monts Danxia.

## Caractéristiques
En chinois, ce type de relief est nommé 丹霞地貌 (en pinyin : dānxiá dìmào) et signifie littéralement « relief de nuages pourpres » ; le nom provient des monts Danxia, qui en sont l'un des exemples les plus connus.
Un relief Danxia consiste en un lit rouge caractérisé par des falaises abruptes. Il s'agit d'un type unique de géomorphologie pétrographique  existant en plusieurs endroits de la république populaire de Chine. Le modelé Danxia est formé par des grès rouges et des conglomérats datant principalement du Crétacé. Ce relief ressemble beaucoup aux karsts qui se forment dans les zones calcaires ; comme les roches des danxia sont constituées de grès et de conglomérats, ces paysages ont également été appelés « pseudo-karsts ».
Les reliefs Danxia s'étendent sur plusieurs provinces du sud-est de la Chine. Le xian de Taining, dans le Fujian, comporte plusieurs exemples de danxia « jeunes », où des vallées profondes et étroites se sont formées. Lorsque le relief vieillit, les vallées s'élargissent et produisent des tours et des crêtes isolées. Les reliefs Danxia comportent de nombreuses grottes de diverses formes et tailles. Ces grottes ont tendance à être peu profondes et isolées, à la différence des terrains karstiques où les grottes forment plutôt de profonds réseaux interconnectés.

## Historique
Le terme est introduit en 1928 par le géologue Feng Jinglan (zh) pour décrire les conglomérats des monts Danxia, au Guangdong.
En 2010, l'UNESCO inscrit six sites de reliefs Danxia sur la liste du patrimoine mondial, sous le nom de Danxia de Chine :
- Guangdong : les monts Danxia
- Guizhou : la région de Chishui
- Hunan : les monts Lang et Wanfo
- Fujian : le parc Taining des monts Wuyi
- Jiangxi : le mont Longhu et le pic de la Tortue
- Zhejiang : le site Fangyan (zh)， le mont Jianglang (zh)

D'autres paysages sont classés par la Chine uniquement :
- Guangdong : Le pic Jinji (zh)
- Zhejiang : Le site Xiandu (zh)